# Clutch
Clutch es una banda estadounidense de rock con origen en Frederick, Maryland formada en 1991. Hasta la fecha Clutch ha publicado 11 álbumes de estudio y varios discos de rarezas y directos. En la actualidad poseen su propio sello, Weathermaker, creado en 2008.

## Historia
Inicialmente nombrado “Glut Trip” y después “Moral Minority”, “Clutch” fue creada en 1991 por Dan Maines (bajo), Jean-Paul Gaster (batería), Tim Sult (guitarra) y Roger Smalls (cantante) en Germantown, Maryland. Poco después, Roger Smalls sale del grupo y es reemplazado por Neil Fallon, un antiguo compañero de clase de los otros miembros.
En 1995, con el álbum Clutch, el grupo empezó a tener un gran éxito. En 1998 la banda cambió de sello por Columbia Records con el álbum The Elephant Riders. En 1999, el álbum Jam Room fue auto-producido.
El álbum Pure Rock Fury ha sido producido por Atlantic en 2001.
En 2004 ha sido producido Blast Tyrant con el sello DRT Records.
Clutch ha colaborado con Mick Schauer en Robot Hive/Exodus (2005) y From Beale Street to Oblivion (2007). El último álbum ha sido producido por Joe Barresi, que ha trabajado también para Kyuss, Melvins, Queens of the Stone Age y Tool.
Strange Cousins from the West, el noveno álbum se publicó en julio de 2009. Desde mayo de 2010 el grupo utiliza su propio sello, Weathermaker Music, para hacer un DVD titulado Clutch Live at the 9:30, incluyendo el concierto del 28 de diciembre de 2009 en el club Washington D. C., el 9:30. Durante este concierto, Clutch ha tocado su primer LP, Clutch sacado en 1995.
En mayo de 2011, Clutch reedita su álbum Blast Tyrant con su propio sello, Weathermaker Music. Durante esta reedición, se ha añadido un álbum bonus titulado Basket of Eggs, en el cual se puede encontrar canciones que no habían sido emitidas. La primera semana después de la reedición de Blast Tyrant, se han vendido casi tres mil copias, poniéndose a la #26 posición del Billboard Hard Rock Top 100, siete años después de la primera versión que estaba en la #15 posición.
En junio de 2012, el grupo ha sacado otro sencillo, Pigtown Blues en iTunes, hecho con una versión acústica de Motherless Child del álbum Strange Cousins from the West.
En marzo de 2013, ha salido Earth Rocker, el décimo álbum. A su salida, el álbum alcanzó la #15 posición en el Billboard Top 200, el mejor ranking que ha tenido el grupo. El álbum ha quedado durante 5 semanas en ese ranking. También, el álbum ha alcanzado la #4 posición en el ranking general de iTunes y estaba en la primera posición en el ranking de Rock. También, Earth Rocker ha ganado el premio del “Album of the Year” en 2013 para la revista Británica Metal Hammer.
El undécimo álbum, Psychic Warfare, ha salido en octubre de 2015. Dice Neil Fallon que está influenciado por Philip K. Dick, el autor de ciencia ficción.

## Otros proyectos
Al final de los años 1990, Clutch y The Bakerton Group (un grupo de jam band instrumental compuesto de los cuatro miembros de Clutch) han creado un sello llamado River Road Records, para publicar a su propia música. Ahora, Clutch y The Bakerton Group tienen un sello independiente, Weathermaker Music.
Los miembros de Clutch también aparecen en otros proyectos musicales. El baterista Jean-Paul Gaster aparece en el álbum The Mystery Spot del grupo de blues-rock Five Horse Johnson. El álbum ha sido publicado en mayo de 2006 con el sello Small Stone Records. En 2012, el guitarrista Tim Sult ha creado el proyecto Deep Swell con el baterista Jesse Shultzaberger y el bajista Logan Kilmer del grupo The Woodshedders y la cantante Briena Pearl. En octubre de 2013, el álbum Lore Of The Angler ha sido realizado por el sello Weathermaker Music. Tim Sult también toca en el grupo de reggae rock Lionize.
Neil Fallon es también el cantante en The Company Band y del grupo Dunsmuir, un grupo creado con la colaboración de Vinny Appice, el baterista de Black Sabbath y Heaven and Hell.

## Miembros
Miembros actuales
- Neil Fallon - Voz (1990 - presente)
- Jean-Paul Gaster - Batería (1990 - presente)
- Tim Sult - Guitarra principal (1990 - presente)
- Dan Maines - Bajo (1990 - presente)

Antiguos miembros
- Mick Schauer - teclado (2005-2008)

## Discografía
- Transnational Speedway League (1993)
- Clutch (1995)
- The Elephant Riders (1998)
- Jam Room (1999)
- Pure Rock Fury (2001)
- Blast Tyrant (2004)
- Robot Hive/Exodus (2005)
- From Beale Street to Oblivion (2007)
- Strange Cousins from the West (2009)
- Earth Rocker (2013)
- Psychic Warfare (2015)
- Book of bad decisions (2018)
- Sunrise on Slaughter Beach (2022)